# Strumigenys cordovensis
Strumigenys cordovensis är en myrart som beskrevs av Mayr 1887. Strumigenys cordovensis ingår i släktet Strumigenys och familjen myror. Inga underarter finns listade i Catalogue of Life.

## Bildgalleri

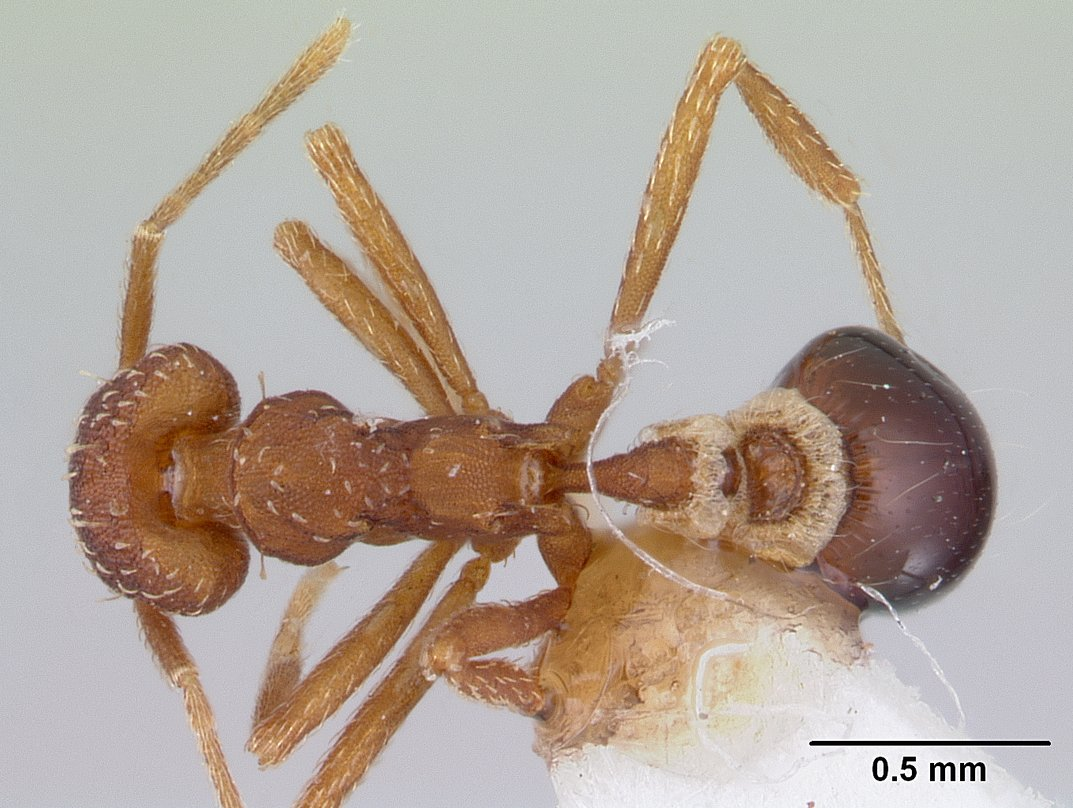
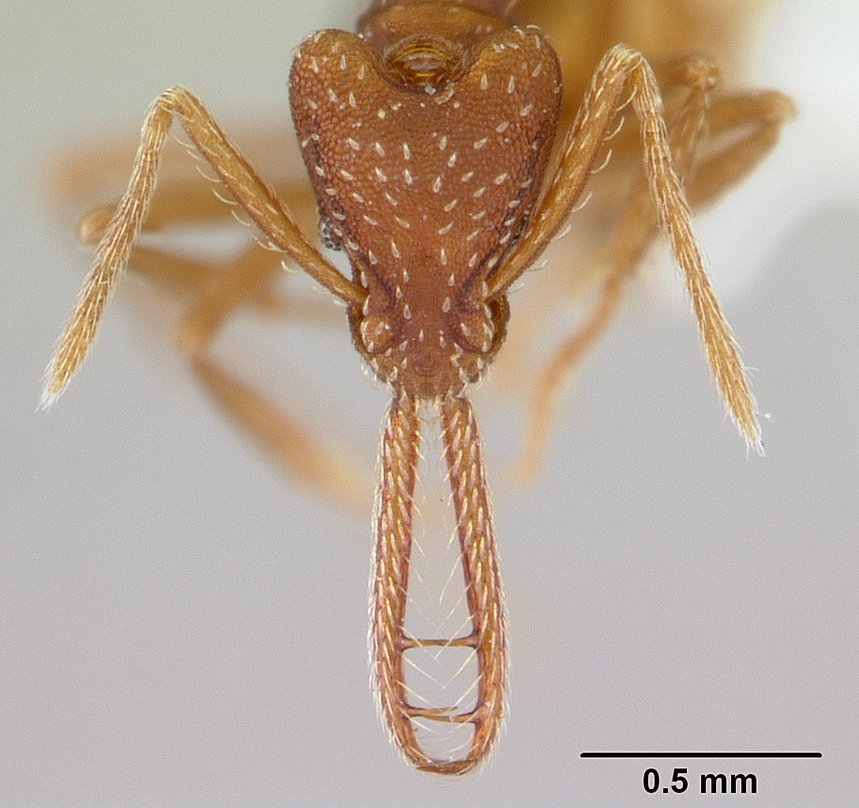
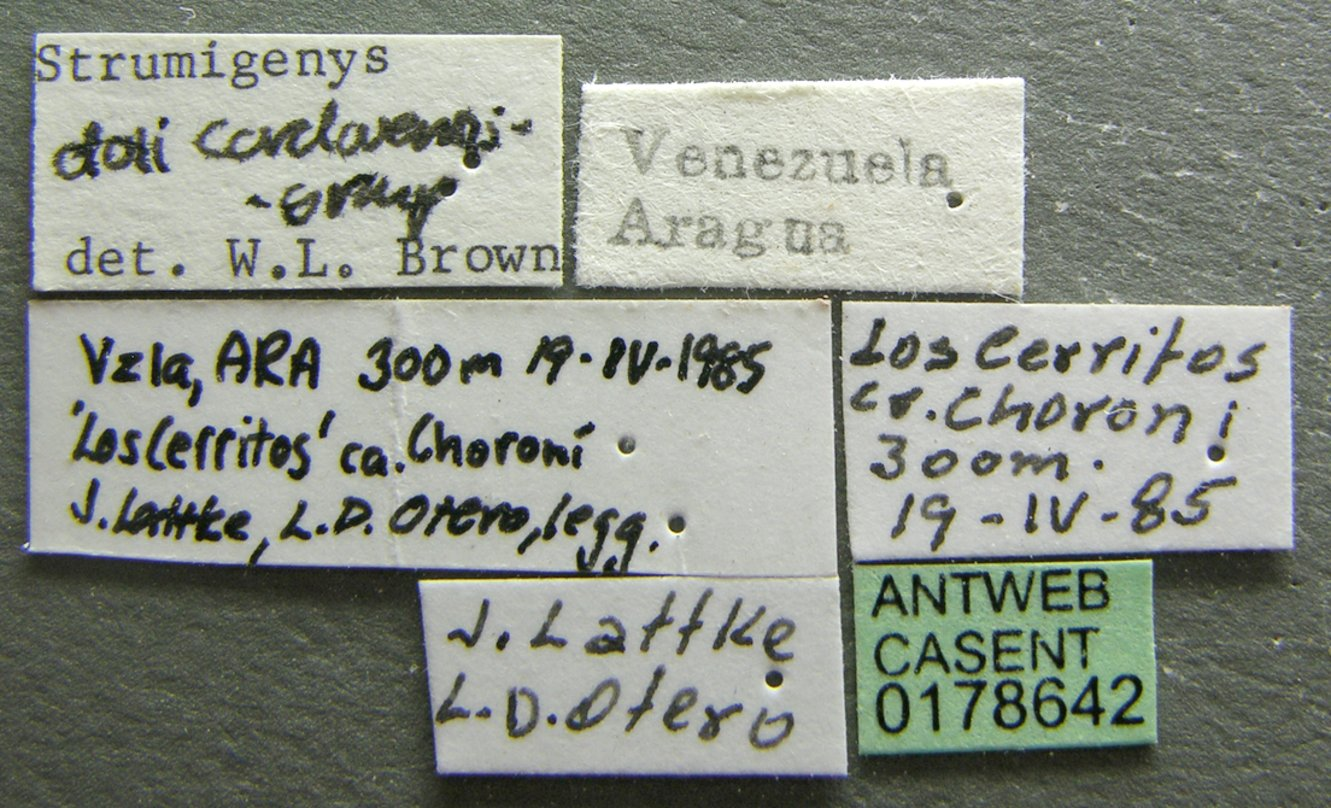
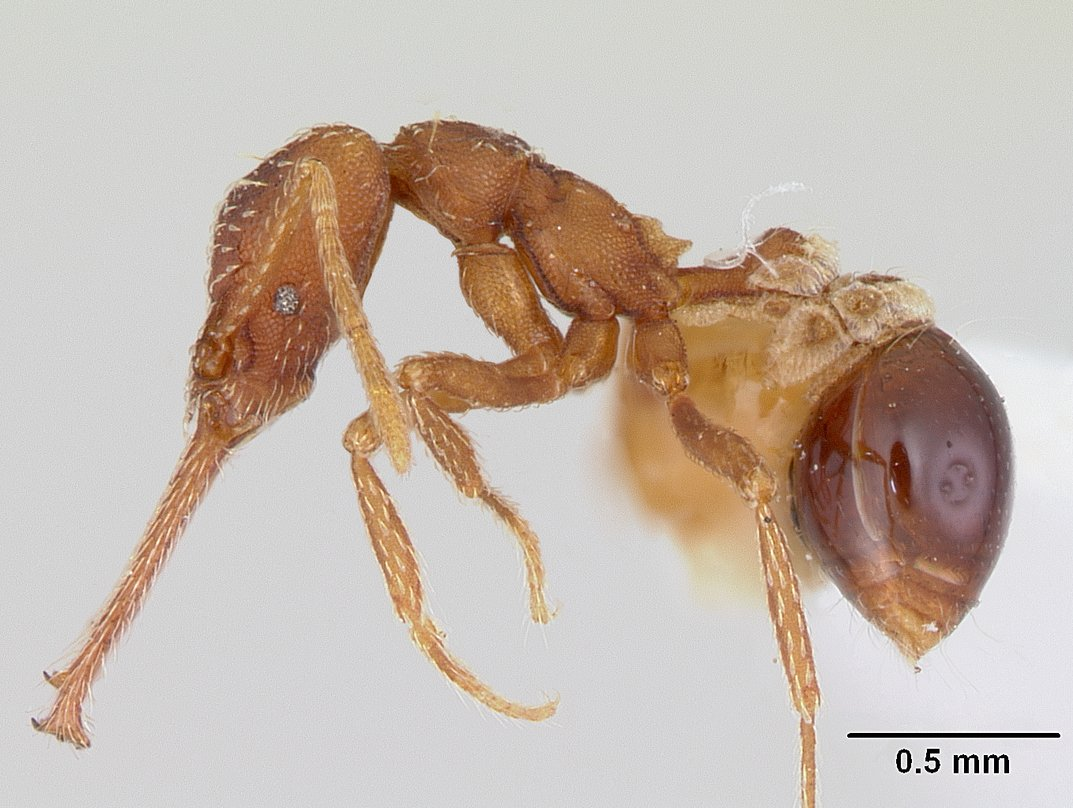
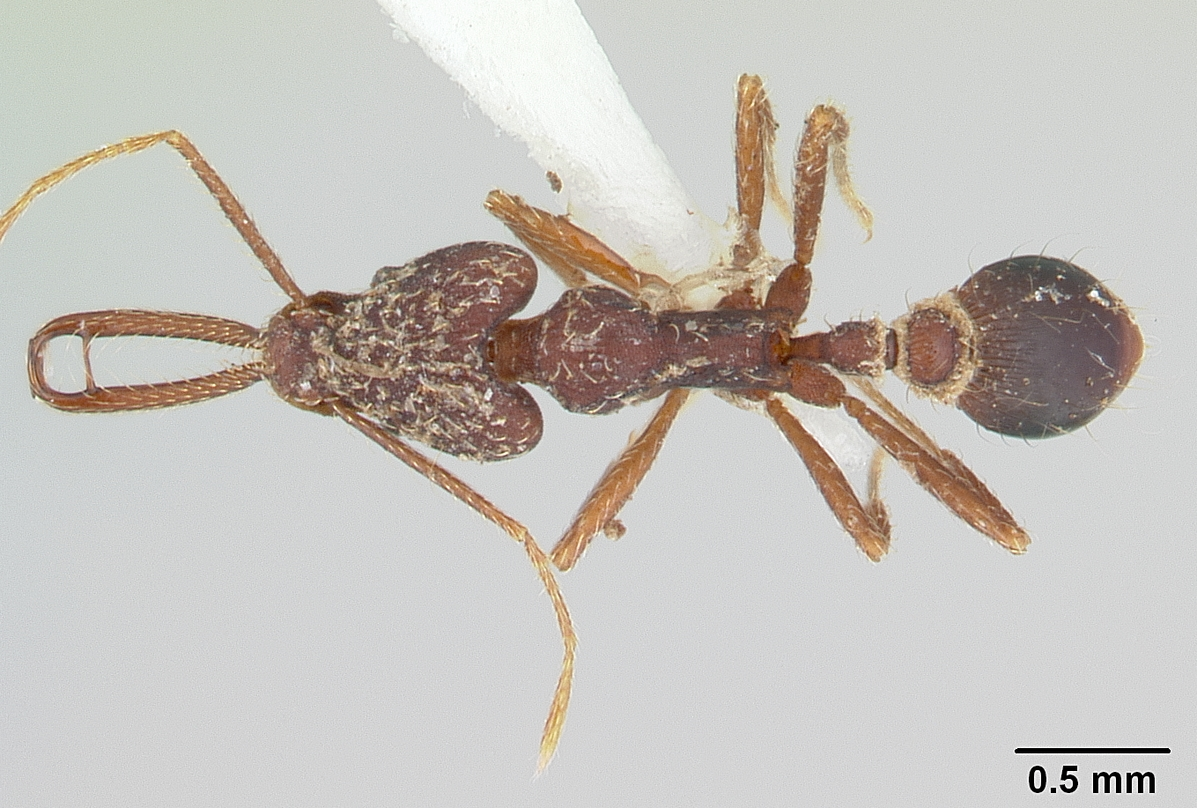
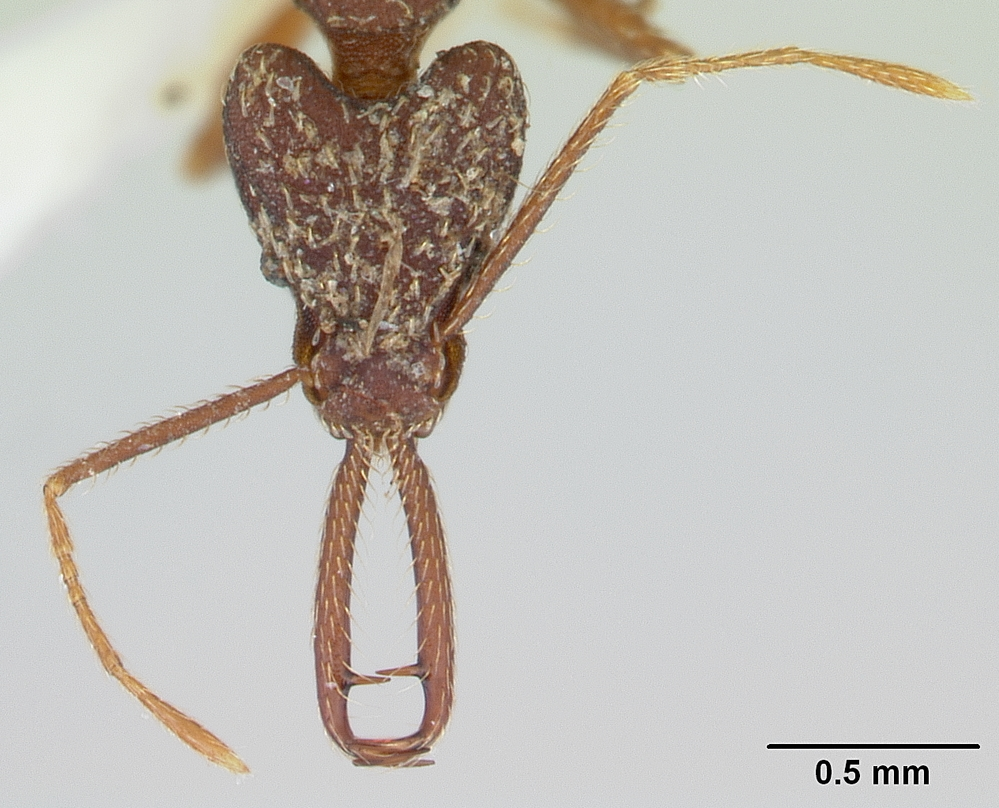